# Comitatul Alleghany, Carolina de Nord
Comitatul Allegany (pronunție IPA, æli gæ ni, engleză Alleghany County, codul său  FIPS este 37 - 007 Arhivat în 12 mai 2001, la Wayback Machine.) este unul din cele 100 de comitate ale statului american Carolina de Nord, fiind situat în partea vestică a statului, la granița cu statul Pennsylvania. Conform datelor statistice ale recensământului din anul 2000, furnizate de United States Census Bureau, populația sa totală era de 10.677 de locuitori. Sediul comitatului, care a fost înființat în 1859, este orașul Sparta.
Numele „Allegany” derivă dintr-un cuvânt nativ american, oolikhanna, care semnifică „curs de apă frumos”. Un număr de cinci comitate din regiunea Statelor Unite cunoscută ca Appalachian sunt numite astfel, regăsindu-se sub diferite varietăți ortografice așa cum sunt Allegany, Alleghany ori Allegheny.

## Istoric
Comitatul a fost format în 1859 din partea esticâ a comitatului Ashe. Numit după Munţii Allegheny, asuferit numeroase ajustări de graniță, dar nici un alt comitat nu a rezultat din aceste rectificări.

## Geografie
Conform datelor statistice furnizate de United States Census Bureau, comitatul are o suprafață totală de 11.689 km2, dintre care 11.654 km2 reprezintă uscat și doar 0,31% apă.

### Drumuri importante
- Interstate 40
- U.S. Route 60
- U.S. Route 64
- U.S. Route 180
- U.S. Route 191
- State Route 64
- State Route 260
- State Route 264

## Demografie
|  | Graficele sunt indisponibile din cauza unor probleme tehnice. Mai multe informații se găsesc la Phabricator și la wiki-ul MediaWiki. |

Date: Wikidata - grafică realizată de Wikipedia

## Educație
Următoarele districte școlare deservesc Comitatul Alleghany.